# Мошћеничка Драга
Мошћеничка Драга је насељено место и седиште општине у Приморско-горанској жупанији, Република Хрватска.

## Историја
У месту "Мошћеници" под планином "Вучком", живели су Десковићи у пет домова 1865. године. Њихови сродници имали су још две куће у Ријеци. Били су то потомци средњовековне породице, српског војводе Дескојевића. Војвода је са четом ускока доспео до Истре. Ријечанин, Јово Петровић је поседовао стародревну иконицу, која представља грб са латиничним натписом "Дескојевић". На иконици је постојао и кратки староћирилични текст, по којем угарски краљ Матијаш (Матија Корвин) сведочи да је војвода Дескоје племенитог рода. Он је потицао из српског средњовековног племена, у време Вука деспота, Ранка Вуковића и Стефана деспота. Тело војводе Дескоја покопано је у манастиру Ђурђеви Ступови, а синови његови се разиђоше, Усорци пођоше у Лику.
До територијалне реорганизације у Хрватској налазила се у саставу бивше велике општине Опатија.

## Становништво
На попису становништва 2011. године, општина Мошћеничка Драга је имала 1.535 становника, од чега у самој Мошћеничкој Драги 585.

## Попис1991.
На попису становништва 1991. године, насељено место Мошћеничка Драга је имало 472 становника, следећег националног састава:
| Попис 1991.‍  | Попис 1991.‍  | Попис 1991.‍ | Попис 1991.‍ | Попис 1991.‍ |
| ------------ | ------------ | ----------- | ----------- | ----------- |
|              |              |             |             |             |
| Хрвати       | Хрвати       |             | 374         | 79,23%      |
| Албанци      | Албанци      |             | 10          | 2,11%       |
| Муслимани    | Муслимани    |             | 7           | 1,48%       |
| Југословени  | Југословени  |             | 6           | 1,27%       |
| Словенци     | Словенци     |             | 6           | 1,27%       |
| Срби         | Срби         |             | 6           | 1,27%       |
| Италијани    | Италијани    |             | 3           | 0,63%       |
| Аустријанци  | Аустријанци  |             | 1           | 0,21%       |
| Мађари       | Мађари       |             | 1           | 0,21%       |
| Немци        | Немци        |             | 1           | 0,21%       |
| остали       | остали       |             | 1           | 0,21%       |
| неопредељени | неопредељени |             | 18          | 3,81%       |
| регион. опр. | регион. опр. |             | 35          | 7,41%       |
| непознато    | непознато    |             | 3           | 0,63%       |
| укупно: 472  |              |             |             |             |